# Tucker Corporation

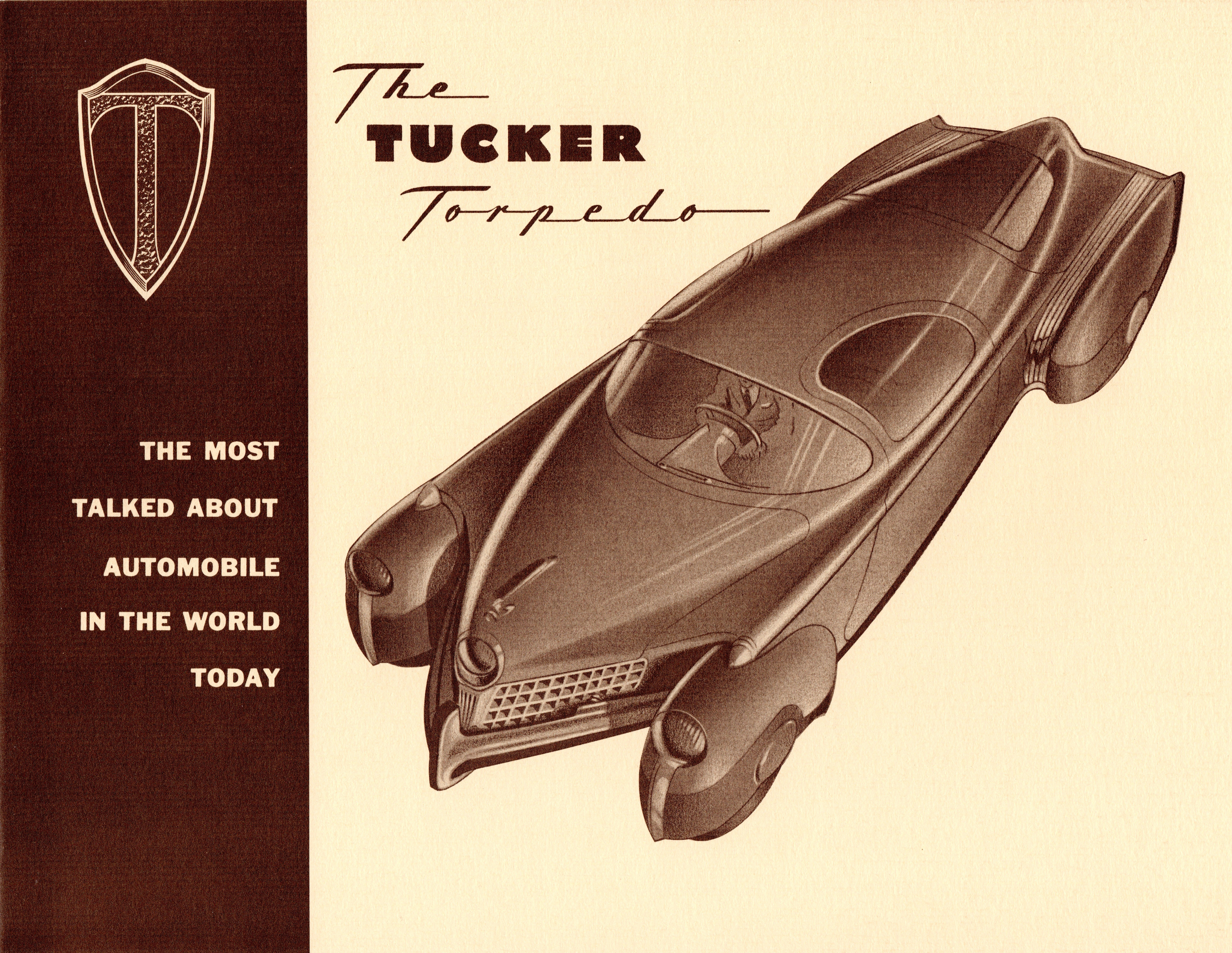
broszura reklamowa Tuckera 48

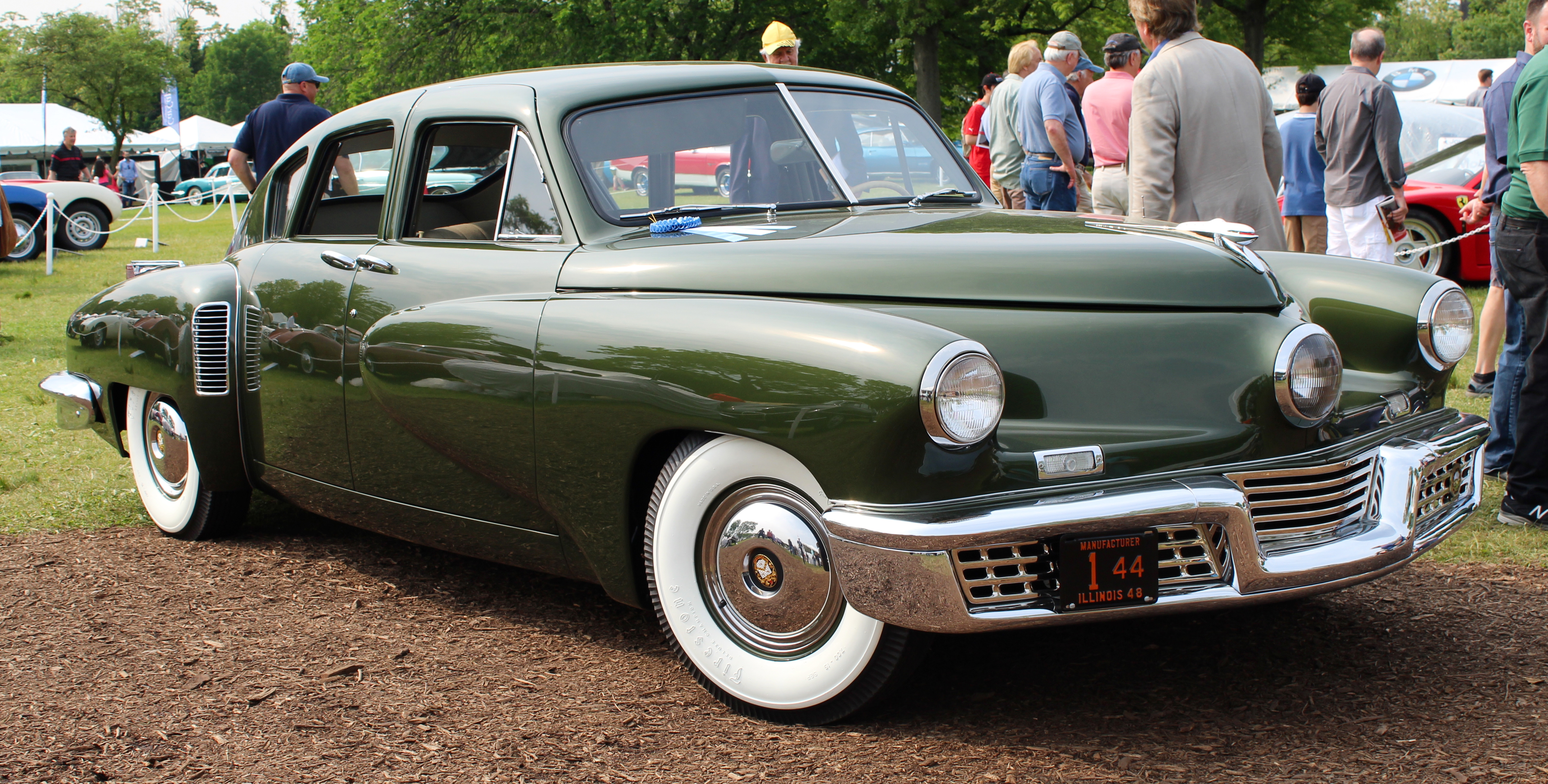
Tucker 48

Tucker – amerykański producent samochodów luksusowych z siedzibą w Chicago działający w latach 1947–1948.

## Historia
W 1947 roku amerykański przedsiębiorca Preston Tucker założył przedsiębiorstwo Tucker Corporation, które zostało powołane do produkcji wyniku prac konstrukcyjnych nad samochodem osobowym prowadzonych od 1944 roku. Przy współudziale projektantów Raya Dietricha i Alexa Tremulisa, przedstawiony został pełnowymiarowy sedan.
Pojazd, jaki wdrożył do produkcji w zakładach w Chicago w dawnej fabryce silników samolotowych, początkowo miał otrzymać nazwę Torpedo. Ostatecznie nie zdecydowano się jednak na nią z powodu negatywnych konotacji wobec II Wojny Światowej. Ostatecznie, awangardowo i futurystycznie stylizowany pojazd otrzymał nazwę Tucker 48.
Pierwotnie skonstruowany z myślą o konkurowaniu z konstrukcjami koncernów General Motors, Chrysler i Ford Motor Company, Tucker 48 powstał zaledwie w 50 egzemplarzach. Samochód spotkał się z krytycznymi głosami za liczne wady konstrukcyjne, niedopracowane podzespoły i kontrowersyjną stylistykę.
Poważny kryzys wywołały oskarżenia wysunięte wobec Prestona Tuckera, zarzucając mu unikanie podatków na kwotę 30 milionów dolarów. W efekcie, federalne organy podatkowe zamknęły fabrykę Tuckera po zaledwie roku funkcjonowania, a produkcja modelu 48 została wstrzymana.
W styczniu 1950 Preston Tucker został uniewinniony z postawionych mu zarzutów i nie udowodniono mu wcześniej wysuwanych oszust, jednak doprowadziło to do trwałego upadku projektu modelu 48. Historia przedsiębiorstwa i jej losy stały się później inspiracją do powstania filmu Tucker. Konstruktor marzeń.

## Modele samochodów

### Historyczne
- 48 (1947–1948)